# Campeonato de Primera B 1989-90 (Argentina)
El Campeonato de Primera División B 1989-90 fue la quincuagésima séptima temporada de la Primera B y la cuarta como tercera categoría del fútbol argentino. Fue disputado entre el 16 de octubre de 1989 y el 21 de abril de 1990.
Se incorporaron para el torneo Argentino de Quilmes e Ituzaingó, campeón y segundo ascendido de la Primera C, respectivamente, así como Chacarita Juniors y Temperley, descendidos del Nacional B.
El campeón fue Deportivo Morón, que logró el ascenso al Nacional B. También consiguieron ascender Atlanta y Deportivo Laferrere, ganadores de los zonales Sureste y Noroeste, respectivamente. Estos tres equipos se ganaron el derecho a disputar un Torneo Reducido de Ascenso por un cupo en la Primera División Argentina, sin embargo ninguno de los tres obtuvo esa plaza, por lo que debieron disputar la temporada 1990-91 en el Nacional B.
Asimismo, el torneo determinó el descenso de Defensores de Belgrano y Argentino de Quilmes, últimos en la tabla de promedios.

## Ascensos y descensos
| Posición | Descendidos de la Primera B 1988-89 |
| -------- | ----------------------------------- |
| 15.º     | Argentino (R)                       |
| 16.º     | Defensores Unidos                   |

| Posición  | Ascendidos de la Primera C 1988-89 |
| --------- | ---------------------------------- |
| 1.°       | Argentino de Quilmes               |
| Gan. Red. | Ituzaingó                          |

| Posición | Ascendidos a la Nacional B 1989-90 |
| -------- | ---------------------------------- |
| 1.º      | Villa Dalmine                      |

| Posición | Descendidos del Nacional B 1988-89 |
| -------- | ---------------------------------- |
| 20.º     | Chacarita Juniors                  |
| 21.º     | Temperley                          |

- De esta manera, el número de equipos participantes aumentó a 17.

## Equipos participantes
| Equipo                 | Ciudad                | Estadio                 | Capacidad |
| ---------------------- | --------------------- | ----------------------- | --------- |
| All Boys               | Buenos Aires          | Islas Malvinas          | 12.000    |
| Almagro                | José Ingenieros       | Tres de Febrero         | 18.000    |
| Argentino de Quilmes   | Quilmes               | Argentino de Quilmes    | 7000      |
| Arsenal                | Sarandí               | Julio Humberto Grondona | 5900      |
| Atlanta                | Buenos Aires          | Don León Kolbowsky      | 34.000    |
| Central Córdoba        | Rosario               | Gabino Sosa             | 10.000    |
| Chacarita Juniors      | Villa Maipú           | Chacarita Juniors       | 24.300    |
| Defensores de Belgrano | Buenos Aires          | Juan Pasquale           | 9000      |
| Deportivo Laferrere    | Gregorio de Laferrere | Ciudad de Laferrere     | 10.000    |
| Deportivo Merlo        | Merlo                 | José Manuel Moreno      | 8500      |
| Deportivo Morón        | Morón                 | Francisco Urbano        | 19.000    |
| El Porvenir            | Gerli                 | Enrique de Roberts      | 14.000    |
| Estudiantes            | Caseros               | Ciudad de Caseros       | 16.500    |
| Ituzaingó              | Ituzaingó             | Ituzaingó               | 3500      |
| Nueva Chicago          | Buenos Aires          | Nueva Chicago           | 25.000    |
| San Miguel             | San Miguel            | Malvinas Argentinas     | 6800      |
| Temperley              | Temperley             | Alfredo Beranger        | 18.000    |

### Distribución geográfica de los equipos
| Región                 | Cant. | Equipos |
| ---------------------- | ----- | --- |
| Conurbano bonaerense   | 12    | Almagro, Argentino de Quilmes, Arsenal, Chacarita Juniors, Deportivo Laferrere, Deportivo Merlo, Deportivo Morón, El Porvenir, Estudiantes, Ituzaingó, San Miguel y Temperley |
| Ciudad de Buenos Aires | 4     | All Boys, Atlanta, Defensores de Belgrano y Nueva Chicago |
| Ciudad de Rosario      | 1     | Central Córdoba |

## Formato

### Competición
Se disputó un torneo de 32 fechas por el sistema de todos contra todos, ida y vuelta, quedando un equipo libre por fecha. Cada equipo quedó libre dos veces.

### Ascensos
El equipo que más puntos obtuvo salió campeón y ascendió directamente. Los equipos ubicados en el segundo y quinto puesto de la tabla de posiciones final clasificaron al Zonal Sureste, mientras que los ubicados en el tercer y cuarto puesto disputaron el Zonal Noroeste.

### Descensos
El promedio se calculaba sumando los puntos obtenidos en la fase regular de los torneos de 1987-88, 1988-89 y 1989-90 dividiendo por estas 3 temporadas. Los equipos que ocuparon los dos últimos lugares de la tabla de promedios descendieron a la Primera C.

## Tabla de posiciones final

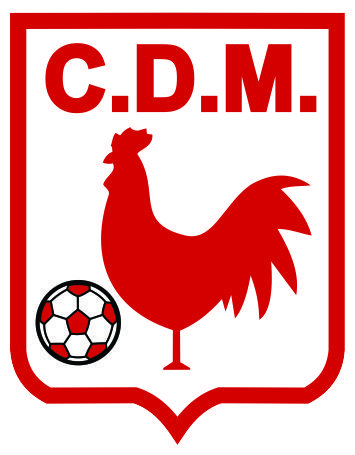
Club Deportivo Morón Campeón Primera B 1989-90 Ascendido a la B Nacional 1990-91

| Pos  | Equipo                 | Pts | PJ | PG | PE | PP | GF | GC | Dif |
| ---- | ---------------------- | --- | -- | -- | -- | -- | -- | -- | --- |
| 01.º | Deportivo Morón        | 44  | 32 | 16 | 12 | 4  | 44 | 27 | 17  |
| 02.º | Atlanta                | 40  | 32 | 13 | 14 | 5  | 40 | 20 | 20  |
| 03.º | All Boys               | 39  | 32 | 14 | 11 | 7  | 38 | 28 | 10  |
| 04.º | Deportivo Laferrere    | 38  | 32 | 12 | 14 | 6  | 43 | 37 | 6   |
| 05.º | Nueva Chicago          | 37  | 32 | 14 | 9  | 9  | 48 | 32 | 16  |
| 06.º | Deportivo Merlo        | 36  | 32 | 12 | 12 | 8  | 44 | 33 | 11  |
| 07.º | El Porvenir            | 36  | 32 | 12 | 12 | 8  | 39 | 38 | 1   |
| 08.º | Central Córdoba (R)    | 34  | 32 | 14 | 6  | 12 | 42 | 31 | 11  |
| 09.º | Estudiantes            | 32  | 32 | 8  | 16 | 8  | 27 | 28 | -1  |
| 10.º | Ituzaingó              | 30  | 32 | 13 | 4  | 15 | 36 | 46 | -10 |
| 11.º | Arsenal                | 29  | 32 | 8  | 13 | 11 | 32 | 34 | -2  |
| 12.º | Temperley              | 29  | 32 | 7  | 15 | 10 | 27 | 30 | -3  |
| 13.º | Chacarita Juniors      | 27  | 32 | 9  | 11 | 12 | 30 | 28 | 2   |
| 14.º | Almagro                | 26  | 32 | 8  | 10 | 14 | 39 | 49 | -10 |
| 15.º | Defensores de Belgrano | 26  | 32 | 6  | 14 | 12 | 33 | 43 | -10 |
| 16.º | San Miguel             | 23  | 32 | 7  | 9  | 16 | 26 | 47 | -21 |
| 17.º | Argentino de Quilmes   | 16  | 32 | 4  | 8  | 20 | 20 | 57 | -37 |

|  |

|  |                                        |
|  | Campeón. Ascendió al Nacional B.       |
|  | Clasificado al Torneo Zonal Sureste.   |
|  | Clasificados al Torneo Zonal Noroeste. |

- Club Deportivo Morón
Campeón Primera B 1989-90
Ascendido a la B Nacional 1990-91

## Torneo Zonal

### Torneo Zonal Noroeste
|  | Cuartos de final                               | Cuartos de final    | Cuartos de final                               | Cuartos de final    | Cuartos de final |                                      |                 | Semifinales | Semifinales | Semifinales | Semifinales |                                         |                     | Final | Final | Final | Final | Final |  |
|  |                                                |                     |                                                |                     |                  |                                      |                 |             |             |             |             |                                         |                     |       |       |       |       |       |  |
|  |                                                |                     |                                                |                     |                  |                                      |                 |             |             |             |             |                                         |                     |       |       |       |       |       |  |
|  | Bandera de la Provincia de Salta               | Gimnasia y Tiro     | 0                                              | 1                   |                  |                                      |                 |             |             |             |             |                                         |                     |       |       |       |       |       |  |
|  | Bandera de la Provincia de Salta               | Gimnasia y Tiro     | 0                                              | 1                   |                  |                                      |                 |             |             |             |             |                                         |                     |       |       |       |       |       |  |
|  | Bandera de la Provincia de Catamarca           | Sarmiento           | 0                                              | 0                   |                  |                                      |                 |             |             |             |             |                                         |                     |       |       |       |       |       |  |
|  | Bandera de la Provincia de Catamarca           | Sarmiento           | 0                                              | 0                   |                  | Bandera de la Provincia de Salta     | Gimnasia y Tiro | 1           | 0           |             |             |                                         |                     |       |       |       |       |       |  |
|  |                                                |                     |                                                |                     |                  | Bandera de la Provincia de Salta     | Gimnasia y Tiro | 1           | 0           |             |             |                                         |                     |       |       |       |       |       |  |
|  |                                                |                     | Bandera de la Provincia de Buenos Aires        | Deportivo Laferrere | 1                | 1                                    |                 |             |             |             |             |                                         |                     |       |       |       |       |       |  |
|  | Bandera de la Provincia de Formosa             | San Martín          | Bandera de la Provincia de Buenos Aires        | Deportivo Laferrere | 1                | 1                                    | 1               | 0           |             |             |             |                                         |                     |       |       |       |       |       |  |
|  | Bandera de la Provincia de Formosa             | San Martín          |                                                |                     |                  |                                      |                 |             |             |             |             |                                         |                     |       |       |       |       |       |  |
|  | Bandera de la Provincia de Buenos Aires        | Deportivo Laferrere | 1                                              | 1                   |                  |                                      |                 |             |             |             |             |                                         |                     |       |       |       |       |       |  |
|  | Bandera de la Provincia de Buenos Aires        | Deportivo Laferrere | 1                                              | 1                   |                  |                                      |                 |             |             |             |             | Bandera de la Provincia de Buenos Aires | Deportivo Laferrere | 0     | 0     | (3)   |       |       |  |
|  |                                                |                     |                                                |                     |                  |                                      |                 |             |             |             |             | Bandera de la Provincia de Buenos Aires | Deportivo Laferrere | 0     | 0     | (3)   |       |       |  |
|  |                                                |                     | Bandera de la Ciudad de Buenos Aires           | All Boys            | 0                | 0                                    | (2)             |             |             |             |             |                                         |                     |       |       |       |       |       |  |
|  | Bandera de la Provincia de Santa Fe            | 9 de Julio          | Bandera de la Ciudad de Buenos Aires           | All Boys            | 0                | 0                                    | (2)             | 1           | 1           |             |             |                                         |                     |       |       |       |       |       |  |
|  | Bandera de la Provincia de Santa Fe            | 9 de Julio          |                                                |                     |                  |                                      |                 |             | 1           |             |             |                                         |                     |       |       |       |       |       |  |
|  | Bandera de la Ciudad de Buenos Aires           | All Boys            | 0                                              | 3                   |                  |                                      |                 |             |             |             |             |                                         |                     |       |       |       |       |       |  |
|  | Bandera de la Ciudad de Buenos Aires           | All Boys            | 0                                              | 3                   |                  | Bandera de la Ciudad de Buenos Aires | All Boys        | 2           | 2           |             |             |                                         |                     |       |       |       |       |       |  |
|  |                                                |                     |                                                |                     |                  | Bandera de la Ciudad de Buenos Aires | All Boys        | 2           | 2           |             |             |                                         |                     |       |       |       |       |       |  |
|  |                                                |                     | Bandera de la Provincia de Santiago del Estero | Mitre               | 0                | 1                                    |                 |             |             |             |             |                                         |                     |       |       |       |       |       |  |
|  | Bandera de la Provincia de Santiago del Estero | Mitre               | Bandera de la Provincia de Santiago del Estero | Mitre               | 0                | 1                                    | 1               | 0           | (3)         |             |             |                                         |                     |       |       |       |       |       |  |
|  | Bandera de la Provincia de Santiago del Estero | Mitre               |                                                |                     |                  |                                      |                 |             | (3)         |             |             |                                         |                     |       |       |       |       |       |  |
|  | Bandera de la Provincia de Jujuy               | Gimnasia            | 1                                              | 0                   | (0)              |                                      |                 |             |             |             |             |                                         |                     |       |       |       |       |       |  |
|  | Bandera de la Provincia de Jujuy               | Gimnasia            | 1                                              | 0                   | (0)              |                                      |                 |             |             |             |             |                                         |                     |       |       |       |       |       |  |
|  |                                                |                     |                                                |                     |                  |                                      |                 |             |             |             |             |                                         |                     |       |       |       |       |       |  |

Nota: En la línea superior de cada llave, figuran los equipos que jugaron los partidos de ida en condición de local.

### Torneo Zonal Sudeste
|  | Cuartos de final                        | Cuartos de final | Cuartos de final                     | Cuartos de final | Cuartos de final |                                      |               | Semifinales | Semifinales | Semifinales | Semifinales |  |                                      | Final         | Final | Final | Final |  |
|  |                                         |                  |                                      |                  |                  |                                      |               |             |             |             |             |  |                                      |               |       |       |       |  |
|  |                                         |                  |                                      |                  |                  |                                      |               |             |             |             |             |  |                                      |               |       |       |       |  |
|  | Bandera de la Ciudad de Buenos Aires    | Nueva Chicago    | 3                                    | 2                |                  |                                      |               |             |             |             |             |  |                                      |               |       |       |       |  |
|  | Bandera de la Ciudad de Buenos Aires    | Nueva Chicago    | 3                                    | 2                |                  |                                      |               |             |             |             |             |  |                                      |               |       |       |       |  |
|  | Bandera de la Provincia de Santa Cruz   | Bancruz          | 0                                    | 1                |                  |                                      |               |             |             |             |             |  |                                      |               |       |       |       |  |
|  | Bandera de la Provincia de Santa Cruz   | Bancruz          | 0                                    | 1                |                  | Bandera de la Ciudad de Buenos Aires | Nueva Chicago | 3           | 3           |             |             |  |                                      |               |       |       |       |  |
|  |                                         |                  |                                      |                  |                  | Bandera de la Ciudad de Buenos Aires | Nueva Chicago | 3           | 3           |             |             |  |                                      |               |       |       |       |  |
|  |                                         |                  | Bandera de la Provincia de San Luis  | Estudiantes      | 1                | 0                                    |               |             |             |             |             |  |                                      |               |       |       |       |  |
|  | Bandera de la Provincia de Buenos Aires | Aldosivi         | Bandera de la Provincia de San Luis  | Estudiantes      | 1                | 0                                    | 2             | 2           | (2)         |             |             |  |                                      |               |       |       |       |  |
|  | Bandera de la Provincia de Buenos Aires | Aldosivi         |                                      |                  |                  |                                      |               |             | (2)         |             |             |  |                                      |               |       |       |       |  |
|  | Bandera de la Provincia de San Luis     | Estudiantes      | 0                                    | 4                | (3)              |                                      |               |             |             |             |             |  |                                      |               |       |       |       |  |
|  | Bandera de la Provincia de San Luis     | Estudiantes      | 0                                    | 4                | (3)              |                                      |               |             |             |             |             |  | Bandera de la Ciudad de Buenos Aires | Nueva Chicago | 0     | 1     |       |  |
|  |                                         |                  |                                      |                  |                  |                                      |               |             |             |             |             |  | Bandera de la Ciudad de Buenos Aires | Nueva Chicago | 0     | 1     |       |  |
|  |                                         |                  | Bandera de la Ciudad de Buenos Aires | Atlanta          | 2                | 0                                    |               |             |             |             |             |  |                                      |               |       |       |       |  |
|  | Bandera de la Provincia de Buenos Aires | Argentino Oeste  | Bandera de la Ciudad de Buenos Aires | Atlanta          | 2                | 0                                    | 1             | 0           |             |             |             |  |                                      |               |       |       |       |  |
|  | Bandera de la Provincia de Buenos Aires | Argentino Oeste  |                                      |                  |                  |                                      |               |             |             |             |             |  |                                      |               |       |       |       |  |
|  | Bandera de la Provincia de San Juan     | San Martín       | 3                                    | 1                |                  |                                      |               |             |             |             |             |  |                                      |               |       |       |       |  |
|  | Bandera de la Provincia de San Juan     | San Martín       | 3                                    | 1                |                  | Bandera de la Provincia de San Juan  | San Martín    | 0           | 0           |             |             |  |                                      |               |       |       |       |  |
|  |                                         |                  |                                      |                  |                  | Bandera de la Provincia de San Juan  | San Martín    | 0           | 0           |             |             |  |                                      |               |       |       |       |  |
|  |                                         |                  | Bandera de la Ciudad de Buenos Aires | Atlanta          | 0                | 1                                    |               |             |             |             |             |  |                                      |               |       |       |       |  |
|  | Bandera de la Ciudad de Buenos Aires    | Atlanta          | Bandera de la Ciudad de Buenos Aires | Atlanta          | 0                | 1                                    | 4             | 3           |             |             |             |  |                                      |               |       |       |       |  |
|  | Bandera de la Ciudad de Buenos Aires    | Atlanta          |                                      |                  |                  |                                      |               |             |             |             |             |  |                                      |               |       |       |       |  |
|  | Bandera de la Provincia del Río Negro   | Fernández Oro    | 1                                    | 0                |                  |                                      |               |             |             |             |             |  |                                      |               |       |       |       |  |
|  | Bandera de la Provincia del Río Negro   | Fernández Oro    | 1                                    | 0                |                  |                                      |               |             |             |             |             |  |                                      |               |       |       |       |  |
|  |                                         |                  |                                      |                  |                  |                                      |               |             |             |             |             |  |                                      |               |       |       |       |  |

Nota: En la línea superior de cada llave, figuran los equipos que jugaron los partidos de ida en condición de local.

### Ascendidos a la B Nacional

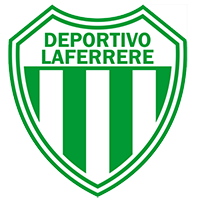
Club Social y Cultural Deportivo Laferrere (Primera B)
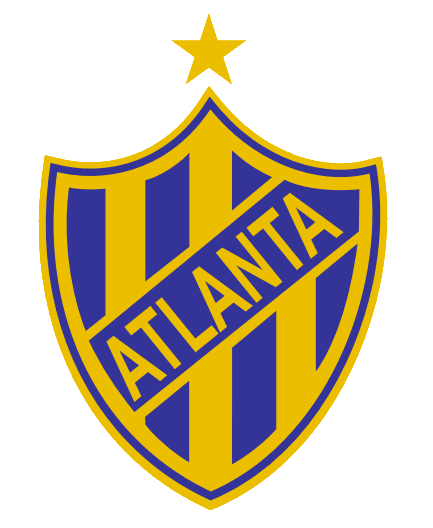
Club Atlético Atlanta (Primera B)

## Torneo Reducido
El campeón del Torneo de Primera B 1989-90, más los 2 equipos vencedores de los Torneos Zonales, además de obtener el ascenso a la Primera B Nacional, ganaron el derecho a disputar un Torneo Reducido con los mejores equipos de la Temporada 1989-90 de la segunda división, ranqueados del 2.º al 10.º. En todos los casos, los equipos de la Primera B Nacional fueron beneficiados con ventajas deportivas con relación los 3 ascendidos, pudiendo definir las llaves de local, o bien para pasar de ronda en caso de empate global.

### Cuadro de desarrollo
|  | Octavos de final                        | Octavos de final                        | Octavos de final                        | Octavos de final   |   |                                         | Cuartos de final | Cuartos de final                        | Cuartos de final | Cuartos de final |   |                                         | Semifinales | Semifinales | Semifinales | Semifinales |  |                                         | Final   | Final | Final | Final | Final |  |
|  |                                         |                                         |                                         |                    |   |                                         |                  |                                         |                  |                  |   |                                         |             |             |             |             |  |                                         |         |       |       |       |       |  |
|  |                                         |                                         |                                         |                    |   |                                         |                  |                                         |                  |                  |   |                                         |             |             |             |             |  |                                         |         |       |       |       |       |  |
|  |                                         |                                         |                                         |                    |   |                                         |                  |                                         |                  |                  |   |                                         |             |             |             |             |  |                                         |         |       |       |       |       |  |
|  |                                         |                                         |                                         |                    |   |                                         |                  |                                         |                  |                  |   |                                         |             |             |             |             |  |                                         |         |       |       |       |       |  |
|  |                                         |                                         |                                         |                    |   |                                         |                  |                                         |                  |                  |   |                                         |             |             |             |             |  |                                         |         |       |       |       |       |  |
|  |                                         |                                         |                                         |                    |   |                                         |                  |                                         |                  |                  |   |                                         |             |             |             |             |  |                                         |         |       |       |       |       |  |
|  |                                         |                                         |                                         |                    |   |                                         |                  |                                         |                  |                  |   |                                         |             |             |             |             |  |                                         |         |       |       |       |       |  |
|  |                                         |                                         |                                         |                    |   |                                         |                  |                                         |                  |                  |   |                                         |             |             |             |             |  |                                         |         |       |       |       |       |  |
|  |                                         |                                         |                                         |                    |   |                                         |                  |                                         |                  |                  |   |                                         |             |             |             |             |  |                                         |         |       |       |       |       |  |
|  |                                         |                                         |                                         |                    |   |                                         |                  |                                         |                  |                  |   |                                         |             |             |             |             |  |                                         |         |       |       |       |       |  |
|  |                                         |                                         |                                         |                    |   |                                         |                  |                                         |                  |                  |   |                                         |             |             |             |             |  |                                         |         |       |       |       |       |  |
|  |                                         |                                         |                                         |                    |   |                                         |                  | Bandera de la Provincia de Buenos Aires | Quilmes (2.º BN) | 1                | 2 |                                         |             |             |             |             |  |                                         |         |       |       |       |       |  |
|  |                                         |                                         |                                         |                    |   |                                         |                  |                                         |                  |                  | 2 |                                         |             |             |             |             |  |                                         |         |       |       |       |       |  |
|  |                                         |                                         | Bandera de la Provincia de Buenos Aires | Deportivo Italiano | 1 | 0                                       |                  |                                         |                  |                  |   |                                         |             |             |             |             |  |                                         |         |       |       |       |       |  |
|  |                                         |                                         | Bandera de la Provincia de Buenos Aires | Deportivo Italiano | 1 | 0                                       |                  |                                         |                  |                  |   |                                         |             |             |             |             |  |                                         |         |       |       |       |       |  |
|  |                                         |                                         |                                         |                    |   |                                         |                  |                                         |                  |                  |   |                                         |             |             |             |             |  |                                         |         |       |       |       |       |  |
|  |                                         |                                         |                                         |                    |   |                                         |                  |                                         |                  |                  |   |                                         |             |             |             |             |  |                                         |         |       |       |       |       |  |
|  |                                         | Bandera de la Provincia de Buenos Aires | Douglas Haig (3.º BN)                   | 2                  | 0 |                                         |                  |                                         |                  |                  |   |                                         |             |             |             |             |  |                                         |         |       |       |       |       |  |
|  |                                         |                                         |                                         |                    | 0 |                                         |                  |                                         |                  |                  |   |                                         |             |             |             |             |  |                                         |         |       |       |       |       |  |
|  |                                         |                                         | Bandera de la Provincia de Buenos Aires | Deportivo Italiano | 2 | 3                                       |                  |                                         |                  |                  |   |                                         |             |             |             |             |  |                                         |         |       |       |       |       |  |
|  | Bandera de la Provincia de Buenos Aires | Banfield                                | Bandera de la Provincia de Buenos Aires | Deportivo Italiano | 2 | 3                                       | 0                | 2                                       |                  |                  |   |                                         |             |             |             |             |  |                                         |         |       |       |       |       |  |
|  | Bandera de la Provincia de Buenos Aires | Banfield                                |                                         |                    |   |                                         |                  |                                         |                  |                  |   |                                         |             |             |             |             |  |                                         |         |       |       |       |       |  |
|  | Bandera de la Provincia de Buenos Aires | Deportivo Italiano                      | 3                                       | 1                  |   |                                         |                  |                                         |                  |                  |   |                                         |             |             |             |             |  |                                         |         |       |       |       |       |  |
|  | Bandera de la Provincia de Buenos Aires | Deportivo Italiano                      | 3                                       | 1                  |   |                                         |                  |                                         |                  |                  |   |                                         |             |             |             |             |  | Bandera de la Provincia de Buenos Aires | Quilmes | 1     | 1     | (1)   |       |  |
|  |                                         |                                         |                                         |                    |   |                                         |                  |                                         |                  |                  |   |                                         |             |             |             |             |  | Bandera de la Provincia de Buenos Aires | Quilmes | 1     | 1     | (1)   |       |  |
|  |                                         |                                         | Bandera de la Provincia de Buenos Aires | Lanús              | 2 | 0                                       | (4)              |                                         |                  |                  |   |                                         |             |             |             |             |  |                                         |         |       |       |       |       |  |
|  | Bandera de la Provincia de Buenos Aires | Lanús                                   | Bandera de la Provincia de Buenos Aires | Lanús              | 2 | 0                                       | (4)              | 2                                       | 1                |                  |   |                                         |             |             |             |             |  |                                         |         |       |       |       |       |  |
|  | Bandera de la Provincia de Buenos Aires | Lanús                                   |                                         |                    |   |                                         |                  |                                         | 1                |                  |   |                                         |             |             |             |             |  |                                         |         |       |       |       |       |  |
|  | Bandera de la Provincia de Buenos Aires | Deportivo Laferrere                     | 1                                       | 1                  |   |                                         |                  |                                         |                  |                  |   |                                         |             |             |             |             |  |                                         |         |       |       |       |       |  |
|  | Bandera de la Provincia de Buenos Aires | Deportivo Laferrere                     | 1                                       | 1                  |   | Bandera de la Provincia de Buenos Aires | Lanús            | 3                                       | 5                |                  |   |                                         |             |             |             |             |  |                                         |         |       |       |       |       |  |
|  |                                         |                                         |                                         |                    |   | Bandera de la Provincia de Buenos Aires | Lanús            | 3                                       | 5                |                  |   |                                         |             |             |             |             |  |                                         |         |       |       |       |       |  |
|  |                                         |                                         | Bandera de la Provincia de Santa Fe     | Atlético Rafaela   | 0 | 2                                       |                  |                                         |                  |                  |   |                                         |             |             |             |             |  |                                         |         |       |       |       |       |  |
|  | Bandera de la Provincia de Santa Fe     | Atlético Rafaela                        | Bandera de la Provincia de Santa Fe     | Atlético Rafaela   | 0 | 2                                       | 1                | 1                                       |                  |                  |   |                                         |             |             |             |             |  |                                         |         |       |       |       |       |  |
|  | Bandera de la Provincia de Santa Fe     | Atlético Rafaela                        |                                         |                    |   |                                         |                  |                                         |                  |                  |   |                                         |             |             |             |             |  |                                         |         |       |       |       |       |  |
|  | Bandera de la Provincia de Buenos Aires | Morón                                   | 0                                       | 2                  |   |                                         |                  |                                         |                  |                  |   |                                         |             |             |             |             |  |                                         |         |       |       |       |       |  |
|  | Bandera de la Provincia de Buenos Aires | Morón                                   | 0                                       | 2                  |   |                                         |                  |                                         |                  |                  |   | Bandera de la Provincia de Buenos Aires | Lanús       | 0           | 3           |             |  |                                         |         |       |       |       |       |  |
|  |                                         |                                         |                                         |                    |   |                                         |                  |                                         |                  |                  |   | Bandera de la Provincia de Buenos Aires | Lanús       | 0           | 3           |             |  |                                         |         |       |       |       |       |  |
|  |                                         |                                         | Bandera de la Provincia de Córdoba      | Belgrano           | 1 | 2                                       |                  |                                         |                  |                  |   |                                         |             |             |             |             |  |                                         |         |       |       |       |       |  |
|  | Bandera de la Provincia de Tucumán      | San Martín                              | Bandera de la Provincia de Córdoba      | Belgrano           | 1 | 2                                       | 3                | 4                                       |                  |                  |   |                                         |             |             |             |             |  |                                         |         |       |       |       |       |  |
|  | Bandera de la Provincia de Tucumán      | San Martín                              |                                         |                    |   |                                         |                  |                                         |                  |                  |   |                                         |             |             |             |             |  |                                         |         |       |       |       |       |  |
|  | Bandera de la Ciudad de Buenos Aires    | Atlanta                                 | 2                                       | 0                  |   |                                         |                  |                                         |                  |                  |   |                                         |             |             |             |             |  |                                         |         |       |       |       |       |  |
|  | Bandera de la Ciudad de Buenos Aires    | Atlanta                                 | 2                                       | 0                  |   | Bandera de la Provincia de Tucumán      | San Martín       | 0                                       | 0                |                  |   |                                         |             |             |             |             |  |                                         |         |       |       |       |       |  |
|  |                                         |                                         |                                         |                    |   | Bandera de la Provincia de Tucumán      | San Martín       | 0                                       | 0                |                  |   |                                         |             |             |             |             |  |                                         |         |       |       |       |       |  |
|  |                                         |                                         | Bandera de la Provincia de Córdoba      | Belgrano           | 1 | 0                                       |                  |                                         |                  |                  |   |                                         |             |             |             |             |  |                                         |         |       |       |       |       |  |
|  | Bandera de la Provincia de Córdoba      | Belgrano                                | Bandera de la Provincia de Córdoba      | Belgrano           | 1 | 0                                       | 1                | 2                                       |                  |                  |   |                                         |             |             |             |             |  |                                         |         |       |       |       |       |  |
|  | Bandera de la Provincia de Córdoba      | Belgrano                                |                                         |                    |   |                                         |                  |                                         |                  |                  |   |                                         |             |             |             |             |  |                                         |         |       |       |       |       |  |
|  | Bandera de la Provincia de Santa Fe     | Colón                                   | 2                                       | 0                  |   |                                         |                  |                                         |                  |                  |   |                                         |             |             |             |             |  |                                         |         |       |       |       |       |  |
|  | Bandera de la Provincia de Santa Fe     | Colón                                   | 2                                       | 0                  |   |                                         |                  |                                         |                  |                  |   |                                         |             |             |             |             |  |                                         |         |       |       |       |       |  |
|  |                                         |                                         |                                         |                    |   |                                         |                  |                                         |                  |                  |   |                                         |             |             |             |             |  |                                         |         |       |       |       |       |  |

Nota: En la línea superior de cada llave, figuran los equipos que definieron las llaves de vuelta de local, por tener ventaja deportiva. En caso de empate global, prevalecía dicha ventaja.

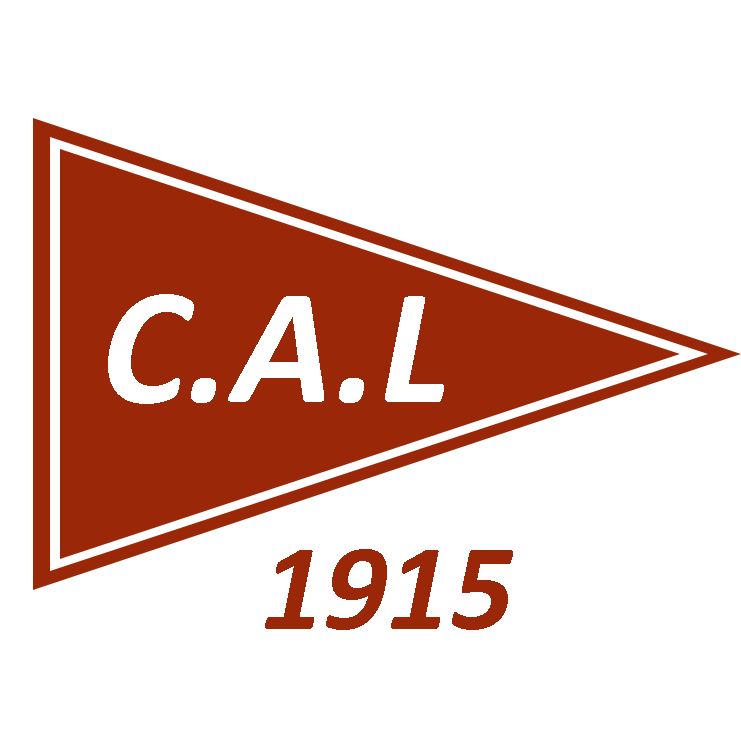
Club Atlético Lanús Ascendido a Primera División (desde la Primera B Nacional).

## Tabla de descenso
Para su confección se tomaron en cuenta las campañas de las últimas tres temporadas. Los equipos que tuvieron los dos peores promedios descendieron a la Primera C.
| Pos  | Equipo                 | Promedio | 1987-88 | 1988-89 | 1989-90 | Total | PJ |
| ---- | ---------------------- | -------- | ------- | ------- | ------- | ----- | -- |
| 01.º | Deportivo Morón        | 1,196    | 36      | 30      | 44      | 110   | 92 |
| 02.º | Central Córdoba (R)    | 1,129    | 0       | 36      | 34      | 70    | 62 |
| 03.º | Atlanta                | 1,120    | 29      | 34      | 40      | 103   | 92 |
| 04.º | Nueva Chicago          | 1,076    | 36      | 26      | 37      | 99    | 92 |
| 05.º | Deportivo Laferrere    | 1,043    | 24      | 34      | 38      | 96    | 92 |
| 06.º | Estudiantes            | 1,022    | 28      | 34      | 32      | 94    | 92 |
| 07.º | Deportivo Merlo        | 1,000    | 27      | 29      | 36      | 92    | 92 |
| 08.º | All Boys               | 0,978    | 28      | 23      | 39      | 90    | 92 |
| 09.º | Almagro                | 0,978    | 38      | 26      | 26      | 90    | 92 |
| 10.º | Ituzaingó              | 0,938    | 0       | 0       | 30      | 30    | 32 |
| 11.º | San Miguel             | 0,935    | 35      | 28      | 23      | 86    | 92 |
| 12.º | El Porvenir            | 0,913    | 31      | 17      | 36      | 84    | 92 |
| 13.º | Temperley              | 0,906    | 0       | 0       | 29      | 29    | 32 |
| 14.º | Arsenal                | 0,891    | 31      | 22      | 29      | 82    | 92 |
| 15.º | Chacarita Juniors      | 0,844    | 0       | 0       | 27      | 27    | 32 |
| 16.º | Defensores de Belgrano | 0,837    | 21      | 30      | 26      | 77    | 92 |
| 17.º | Argentino de Quilmes   | 0,500    | 0       | 0       | 16      | 16    | 32 |

|  |                              |
|  | Descendieron a la Primera C. |